# Новосидориха
Новосидориха — деревня в Шатурском муниципальном районе Московской области. Входит в состав городского поселения Шатура. Население — 73 чел. (2010).

## Название
В письменных источниках деревня упоминается как Нарышкино, Ново-Сидориха и Новосидориха. На «Специальной карте Европейской России» И. А. Стрельбицкого обозначена как Новая. Кроме того, в работе И. И. Проходцова «Населённые места Рязанской губернии» деревня также названа Новоселье.

## География
Деревня Новосидориха расположена в западной части Шатурского района, при Шатурском шоссе (46К-7042). Расстояние до МКАД примерно 124 км. Высота над уровнем моря 128 м.

## История
Последними владельцами деревни перед отменой крепостного права были помещики Федоровские.
После отмены крепостного права деревня Ново-Сидориха вошла в состав Лузгаринской волости.
В советское время деревня входила в Новосидоровский сельсовет.

## Население
| 1859 | 1868 | 1885 | 1905 | 1926 | 1931 |
| ---- | ---- | ---- | ---- | ---- | ---- |
| 144  | ↗188 | ↗282 | ↗413 | ↗415 | ↗705 |
| 1970 | 1993 | 2002 | 2006 | 2010 |      |
| ↘312 | ↘137 | ↘123 | ↘99  | ↘73  |      |

## Инфраструктура
Личное подсобное хозяйство с зоной сельскохозяйственного использования, индивидуальная застройка усадебного типа.

## Транспорт
Деревня доступна автотранспортом. Остановка общественного транспорта «Новосидориха».